# Eric Agol
Eric Agol (* 13. Mai 1970 in Hollywood, Kalifornien) ist ein US-amerikanischer Astronom und Astrophysiker.
Agol studierte Mathematik und Physik an der University of California, Berkeley mit dem Bachelor-Abschluss 1992 und wurde 1997 an der University of California, Santa Barbara, in Physik promoviert (The Effects of Magnetic Fields, Absorption, and Relativity on the Polarization of Accretion Disks around Supermassive Black Holes). Als Post-Doktorand war er bis 2000 an der Johns Hopkins University und 2000 bis 2003 Chandra Fellow am Caltech. 2003 wurde er Assistant Professor an der University of Washington, an der er 2009 Associate Professor und 2014 Professor wurde.
Er befasste sich mit Quasaren, Gravitationslinsen und supermassiven schwarzen Löchern, vor allem aber mit der Entdeckung extrasolarer Planeten und den dafür benötigten Techniken (einschließlich solchen für die Entdeckung erdähnlicher Planeten, von Monden und Kontinenten und Meeren auf extrasolaren Planeten).
2000 schlug er mit Fulvio Melia und Heino Falcke die Möglichkeit der Beobachtung des Ereignishorizonts des supermassiven Schwarzen Lochs im Zentrum der Milchstraße (Sagittarius A*) mit zusammengeschalteten Radioteleskopen (VLBI bei Submillimeter-Wellenlängen) vor. Die Umsetzung wird im Event Horizon Telescope angestrebt.
2003 sagte er die Möglichkeit der Entdeckung von Gravitationslinseneffekten in Doppelsternen mit Kepler vorher (zum Beispiel einem weißen Zwerg mit einem sonnenähnlichen Stern), der auch mit dem Teleskop beobachtet wurde.
Im Jahr 2005 zeigte er als einer der ersten, dass Exoplanet-Transite aufgrund von begleitenden Planeten im Laufe der Zeit variieren können. Er prägte den Begriff "Transit Timing Variationen", um dies zu beschreiben.
Er war an der Entdeckung des erdähnlichen Planeten Kepler-62f beteiligt, der 1,4-fachen Erddurchmesser hat und in der habitablen Zone liegt.
Zu den exotisches Planetensystemen, an deren Entdeckung er beteiligt war, gehört Kepler-36, in dem ein erdähnlicher Planet und ein Gasplanet sich bis auf 1,9 Millionen Kilometer nähern (der kürzeste bisher entdeckte Planetenabstand) und Kepler-47, in dem zwei große Gasplaneten zwei Sonnen umkreisen. Mit Kepler-90 entdeckte er auch das erste System mit sieben Planeten (zwei erdähnliche, drei Supererden und zwei viel größere Planeten weiter außen).
Sein Zwillingsbruder Ian Agol ist Associate Professor für Mathematik an der University of California, Berkeley.